# 北楯大堰

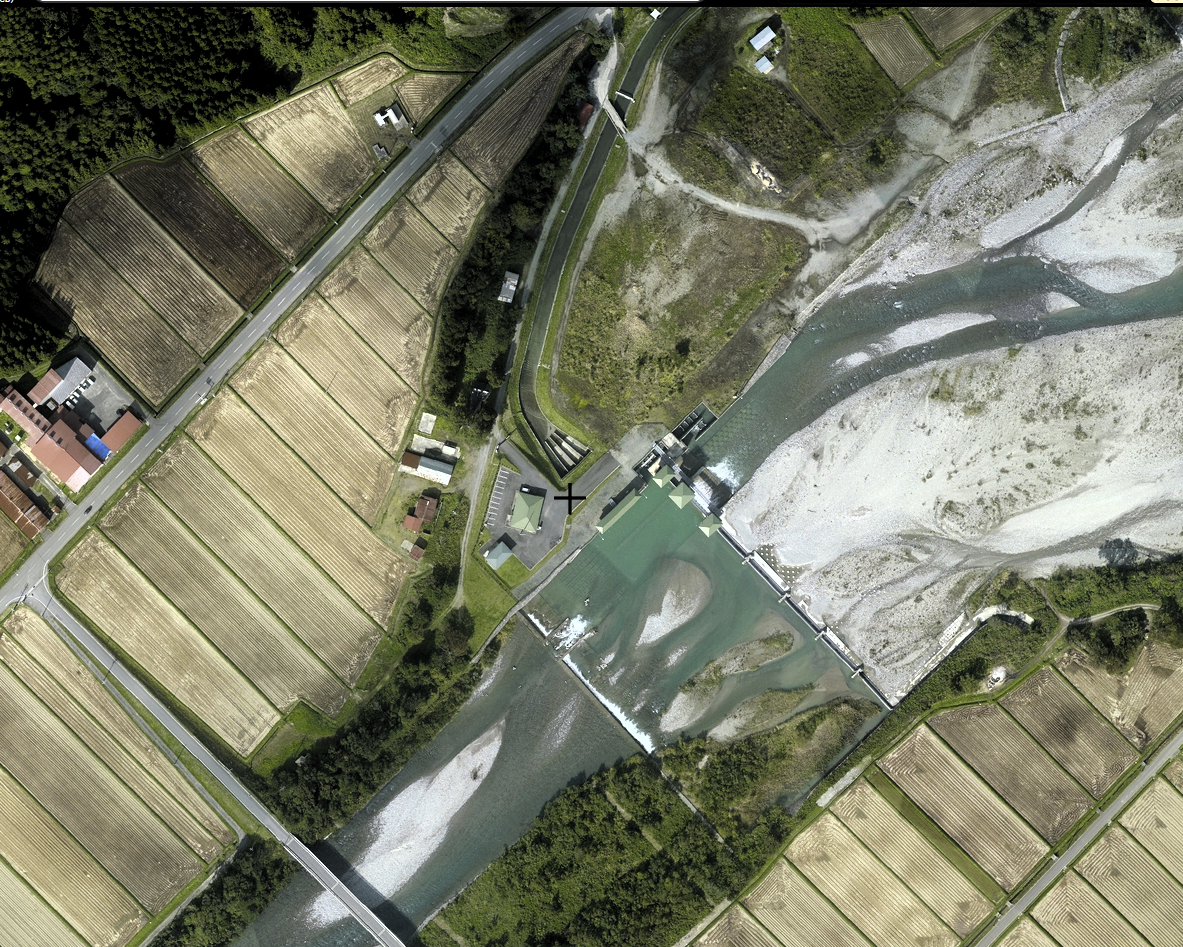
北楯大堰

北楯大堰（きただておおぜき）は、山形県庄内地方の一級河川・最上川下流部の左岸地域に開削された疎水（用水路）である。

## 概要・沿革
1612年（慶長17年）に、最上義光の重臣で狩川城主の北楯利長が10年にわたる新田開発調査を経て、立谷沢川からの灌漑を促進する為に建設した。
1日あたり7400人の作業員などの動員でわずか4ヶ月で約10キロの水路を完成させたと伝わり、その後、延長工事を行い、総延長32kmとなった。この開削をきっかけに約5,000haの新田が開発され、88の村が開村した。
新田は米どころ庄内の礎となり、水路は今日も庄内平野の水田を潤している。また水路開削に尽力した北楯利長は、その功績を讃えられ、狩川駅から徒歩10分の地に水神として北舘神社に祀られ、水路は北楯大堰と名付けられた。
2018年8月14日、農林水産省は北楯大堰が国際かんがい排水委員会によって、歴史的価値のある農業用水利施設を登録する「かんがい施設遺産」に選出されたと発表した。県内では初の選出となる。

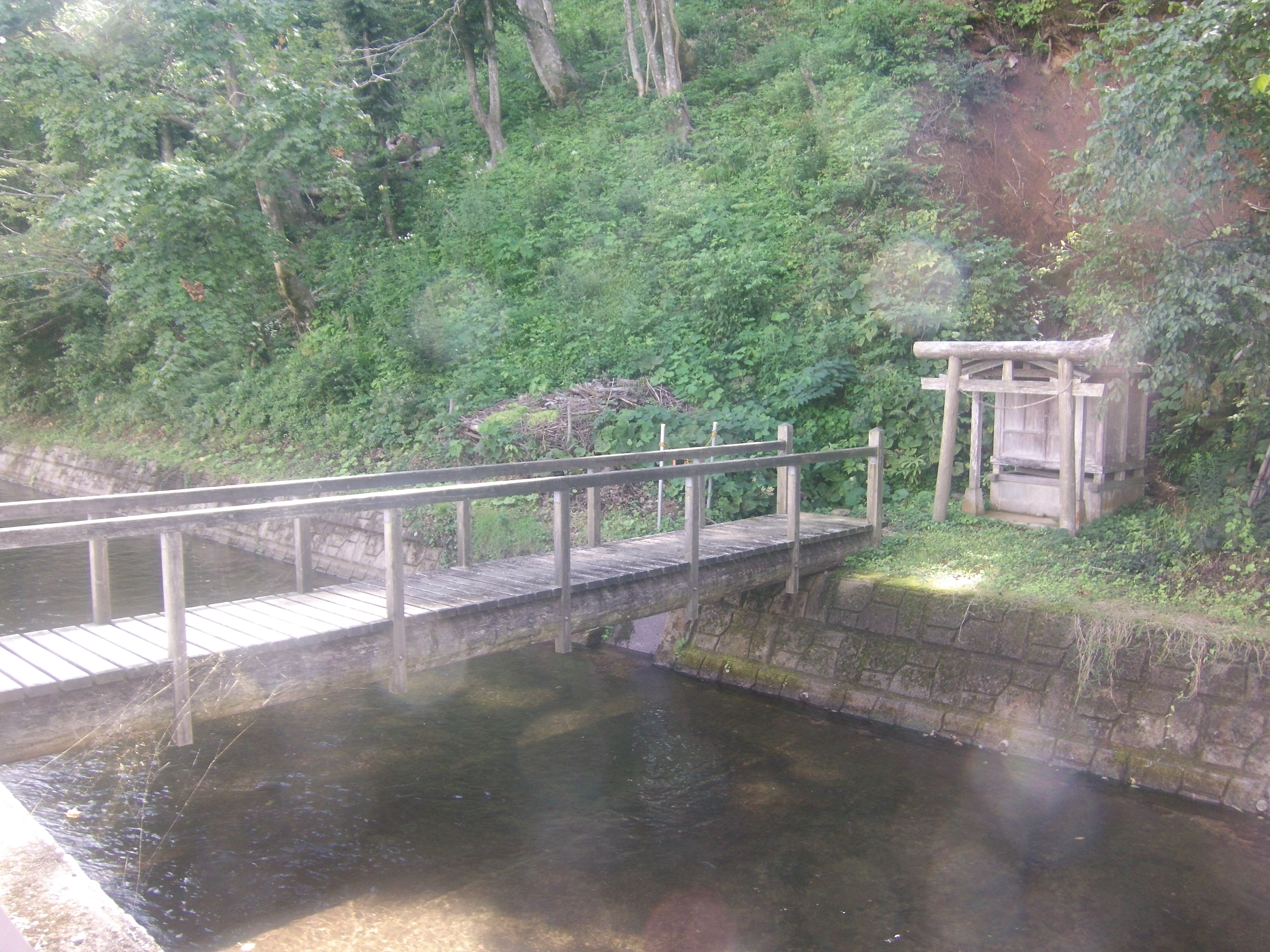
生息する蟹を祀る社
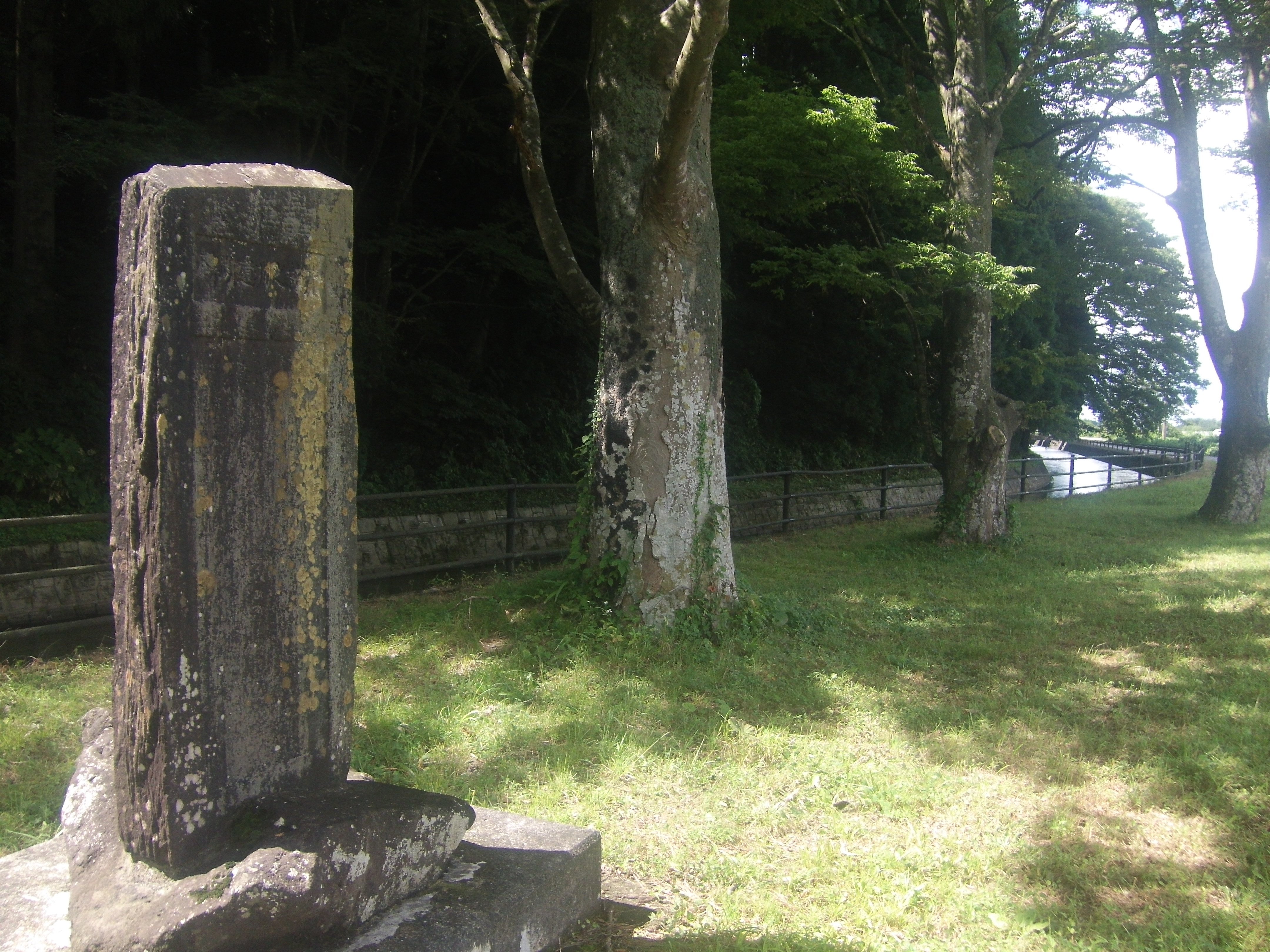
開削利水記念碑
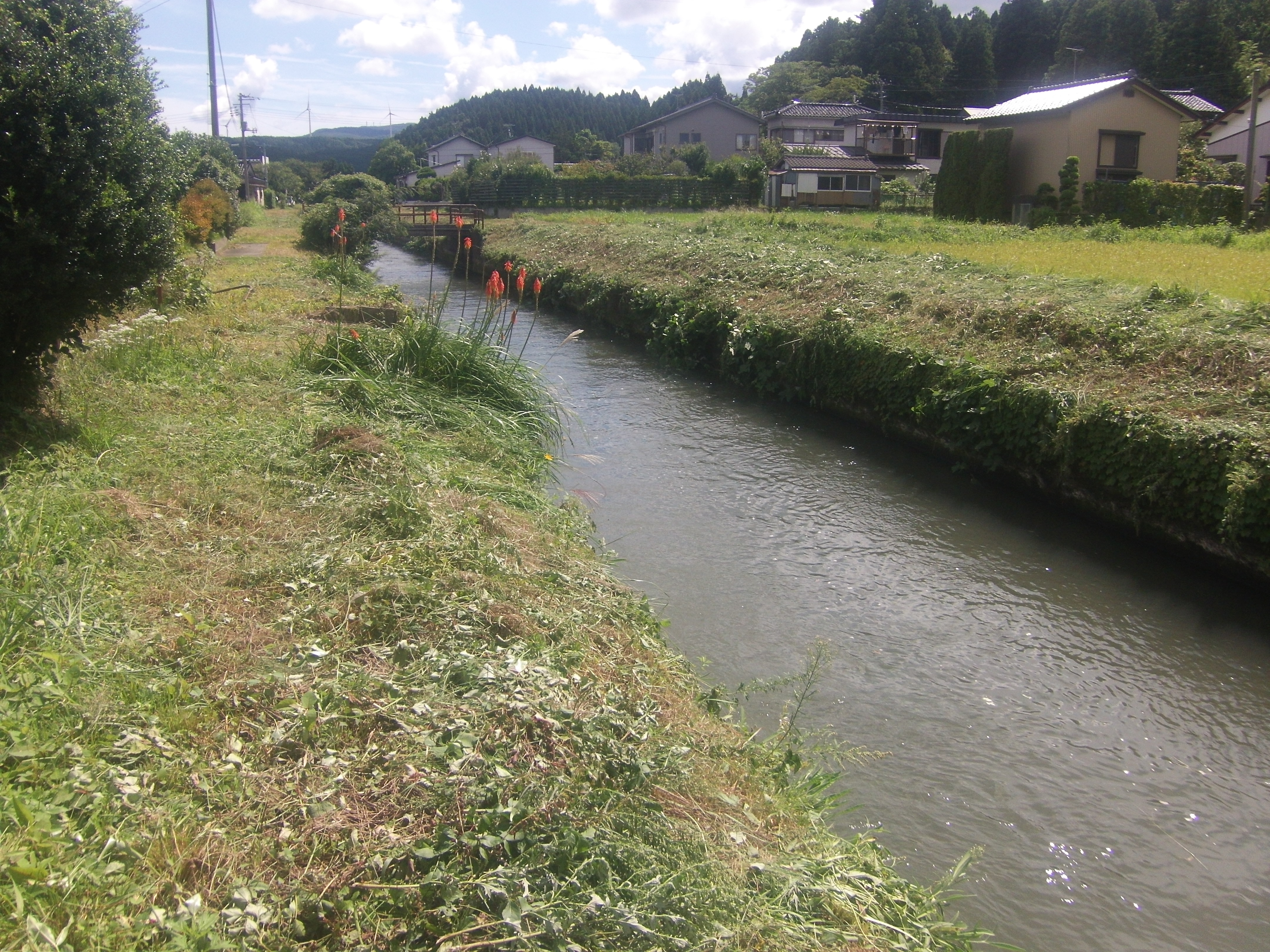
水田から住宅地を流れる
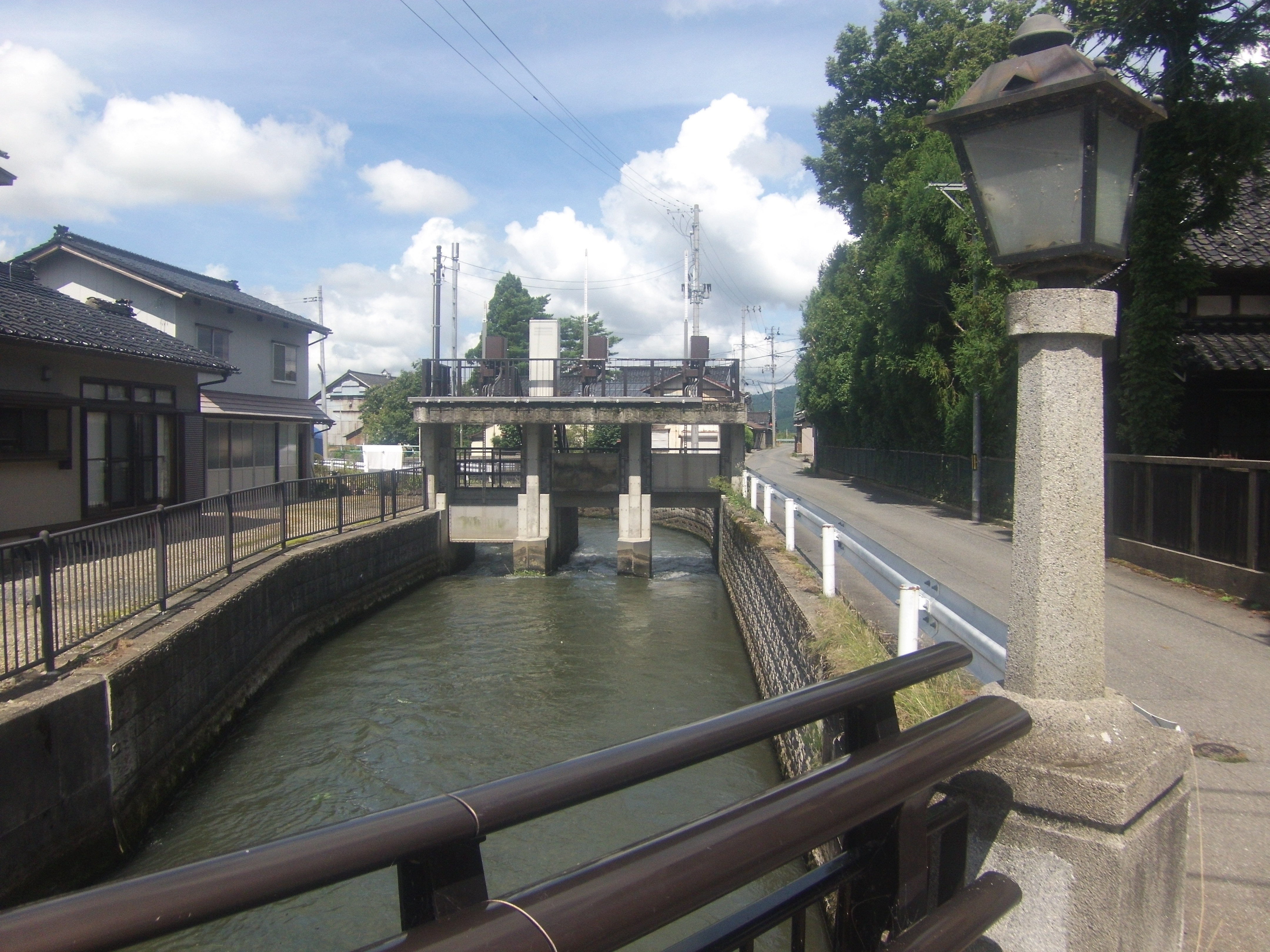
狩川駅近くの街中を流れる

## 所在地
- 疎水始点（山形県東田川郡庄内町肝煎、北緯38度46分44.0秒 東経140度01分11.5秒） - 肝煎を始点に清川、狩川を流れる。

- 庄内町肝煎 - 地理院地図
- 庄内町肝煎 - Google マップ

## アクセス
- 東日本旅客鉄道（JR東日本）陸羽西線清川駅から徒歩3分

## 周辺
- 清河八郎記念館
- 清川歴史公園